# Esra va très bien
Esra va très bien est le 28e album de la série de bande dessinée Jeremiah, écrit et dessiné par Hermann, paru en 2008.

## Présentation de l’Éditeur
Esra va très bien, merci pour elle. Pour Jeremiah et Kurdy, en revanche, rien ne va plus. Pistés par deux adjoints au maire aussi stupides que vaniteux, nos deux amis ont bien du mal à se frayer une issue entre les balles. Ils ne sont coupables de rien, parole ! Si ce n'est peut-être d'avoir tenu tête à deux crétins assermentés. Quand l'autorité dérape, tout est permis. Même de faire porter le chapeau à deux innocents des crimes à répétition qui terrorisent toute une ville.

## Publication en français
- Dupuis (collection « Repérages »), 2008